# Prudencja Groszek na tropie
Prudencja Groszek na tropie (fr. Les Enquêtes de Prudence Petitpas, ang. Prudence Investigations) – francusko-belgijski serial animowany. Adaptacja komiksu Maurice'a Maréchala.

## Wersja polska
W Polsce serial był emitowany w telewizji Tele5.

## Lista odcinków

### Seria I
1. Un drôle d'oiseau
2. Le Cirque Zainecchi
3. Le Mystère de la grotte
4. Chat fluo !
5. Bébé blop
6. Le Diable dans le clocher
7. Un été brûlant
8. Le Fantôme du comte
9. La Forêt interdite
10. Le Secret de l'araignée
11. Le Voyant lumineux
12. Opération arc-en-ciel
13. Le Trésor de Machemoulle
14. Le Bibi de la reine
15. Le Petit Jésus a disparu
16. La Veuve noire
17. Le Chat des Baskertown
18. Une couronne pour Prudence
19. Rencontre du 5e type
20. Jojo et les moucherons
21. Prudence à la pêche
22. Folie douce
23. Le Gang du coucou
24. Les Vacances inoubliables
25. L'Homme des bois
26. Élections à Moucheron

### Seria II
1. Valse macabre
2. Une affaire piquante
3. La Bête du cassoulet
4. Extra ! ces terrestres
5. Le Champion de Moucheron
6. L'Œil de kriishnu
7. Le Train fantôme
8. C'est pas de la tarte
9. L'Ultime Voyage
10. Le Monstre du lac Nouille
11. Les Pépins de prudence
12. Le Passe-muraille
13. Pierres précieuses
14. Prudence contre Petitpas
15. L'Île du diable
16. Haute Tension
17. Mon CD fait céder
18. Mister Moucheron
19. C'est pas sourcier
20. Pas de printemps pour mamie
21. Le Syndrome de Tartufe
22. Citrouille précieuse
23. Ultra-fous !
24. Le Tombeau au trésor
25. Le Loup-garou de Moucheron
26. Prudence versus Père Noël